# ألينا شيشكوفا
ألينا شيشكوفا (الروسية: Алёна Шишкова؛ ولدت 11 نوفمبر 1992) عارضة روسية وملكة الجمال. ظهرت في عرض مصور في مجلة مكسيم الروسية للرجال، الحملات الإعلانية التجارية ومشت في عروض الأزياء. ظهرت في ملكة جمال روسيا 2012 , سارت شيشكوفا على منصة عرض المصممة أوليسيا مالينسكايا في أسبوع أزياء مرسيدس بنز 2013.
اكتسبت ألينا شيشكوفا مسيرة مهنية دولية في عرض الأزياء حيث عملت في جميع أنحاء العالم مع تمثيل دولي في أوروبا وآسيا وروسيا والولايات المتحدة. في صيف عام 2017 ، افتتحت صالون التجميل الخاص بها «وايت ستار بيوتي». في 21 ديسمبر من نفس العام قدمت خط أحمر الشفاه الخاص بها بنفس الاسم. تتكون المجموعة من 8 ألوان.

## نشأتها
ولدت شيشكوفا في تيومين ، ابنة ناديجدا وأليكس شيشكوف. درست في معهد القانون والاقتصاد والإدارة بجامعة تيومين الحكومية ، وتخصصت في الإدارة. 

## روابط خارجية
- ألينا شيشكوفا  على فيسبوك.
- WhoSay